# Bek Air
Bek Air est une compagnie aérienne au Kazakhstan, fondée en 1999 en tant qu'opérateur de jets d'affaires. En 2008, Bek Air a acheté des actions de l'aéroport Oral Ak Zhol, sur lequel elle est basée. Bek Air s'est engagé à investir 10 millions de KZT par mois afin de reconstruire la piste de l'aéroport, qui est en mauvais état.

## Accident
Le 27 décembre 2019,  le Fokker F100 effectuant un vol entre Almaty et Noursoultan, le vol Bek Air 2100, transportant 93 passagers et cinq membres d'équipage, s'écrase à Almaty au Kazakhstan, peu après le décollage, faisant 12 victimes.

## Flotte
- 9 Fokker 100